# Шмиговец
Шмиговец (слч. Šmigovec) насељено је мјесто са административним статусом сеоске општине (слч. obec) у округу Сњина, у Прешовском крају, Словачка Република.

## Становништво
| Година:    | 1994. | 2004.    | 2014.   | 2024.   |
| ---------- | ----- | -------- | ------- | ------- |
| Број људи: | 123   | 92       | 85      | 78      |
| Разлика:   |       | -25,20 % | -7,60 % | -8,23 % |

| Година:    | 2023. | 2024.   |
| ---------- | ----- | ------- |
| Број људи: | 79    | 78      |
| Разлика:   |       | -1,26 % |

Према подацима о броју становника из 2024. године насеље је имало 78 становника.